# Liste von Gewässern im Sudan
Dies ist eine Liste von Gewässern im Sudan. Hier werden Fließ- und Standgewässer im Sudan aufgelistet.

## Fließgewässer

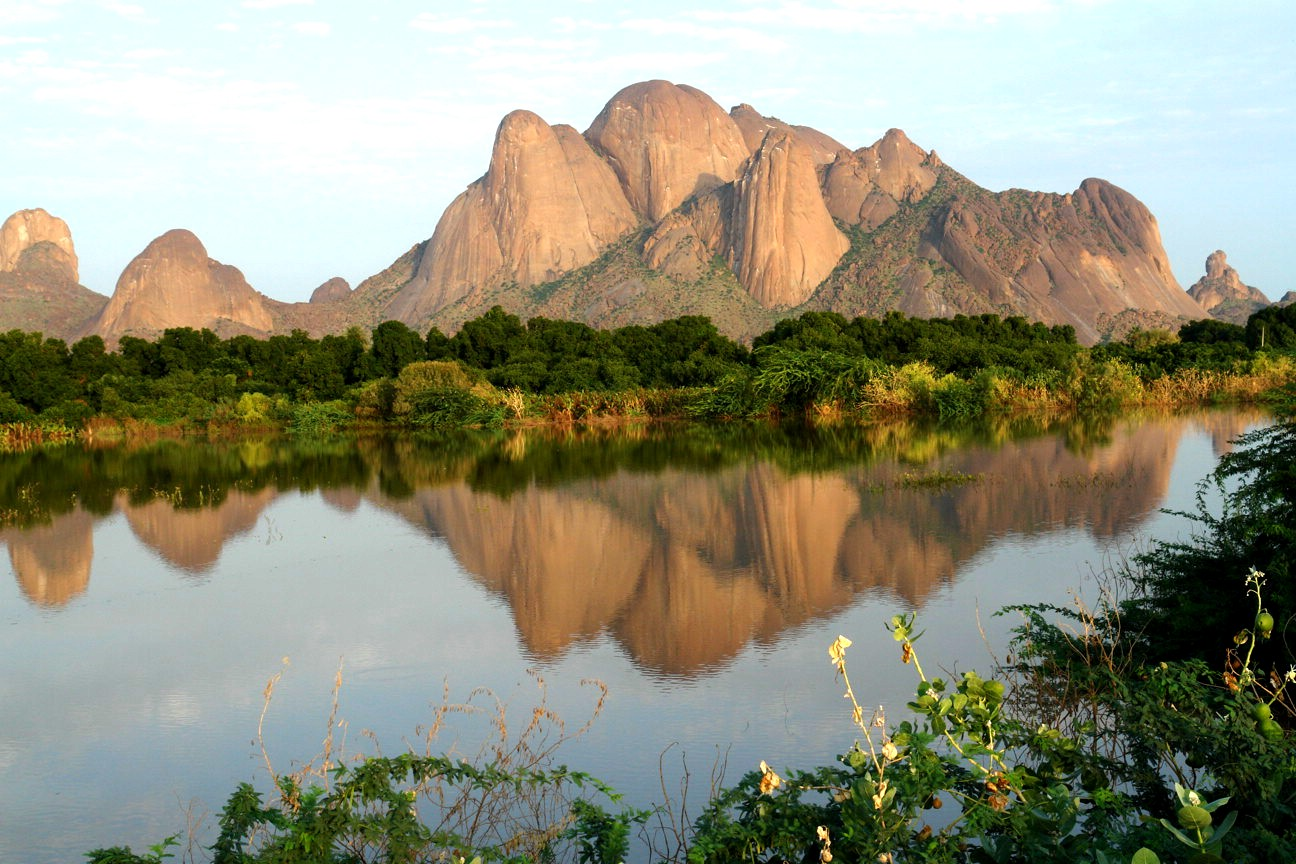
Wasserführender Mareb bei Kassala nach Regenfällen im Februar 2014

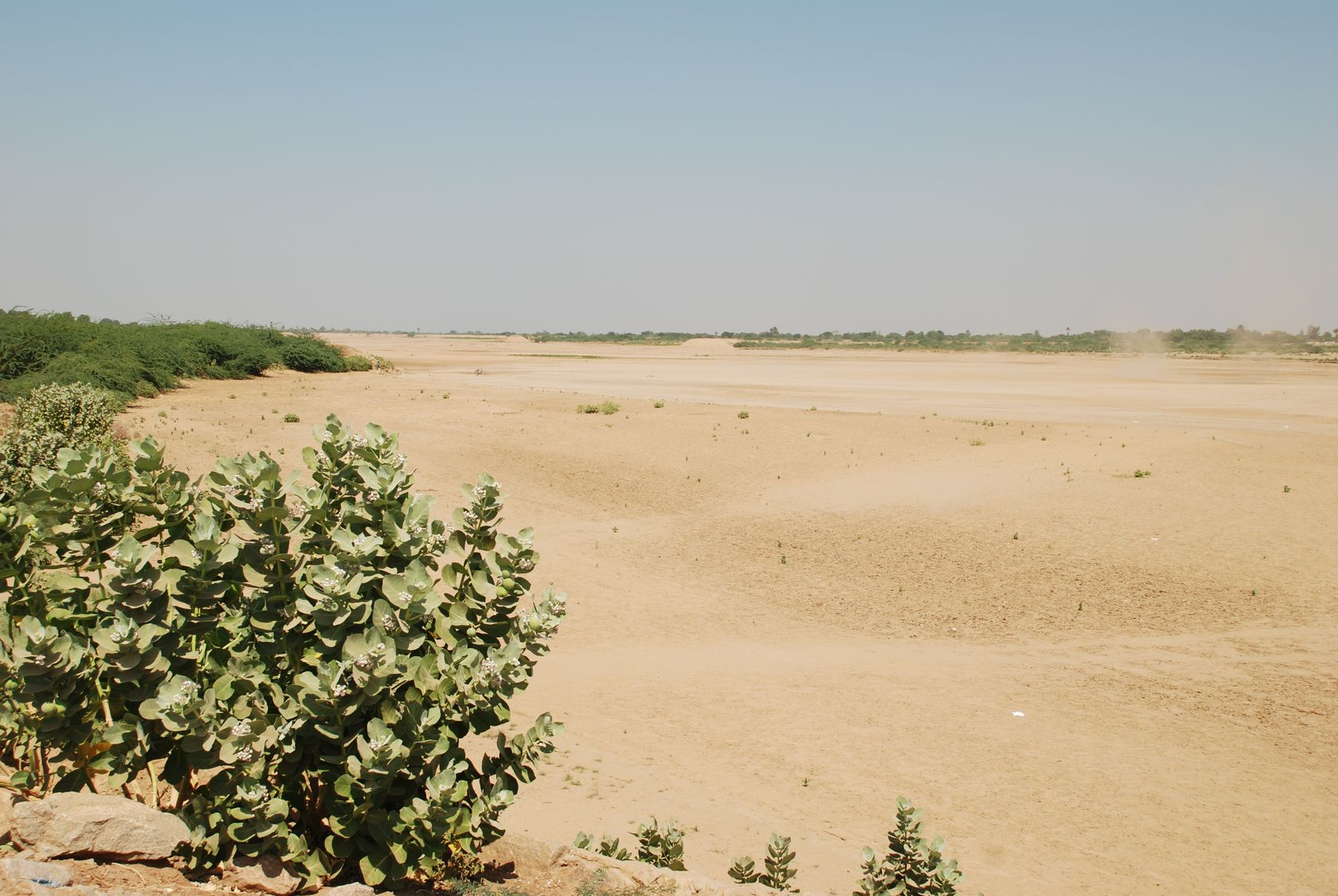
Ausgetrocknetes Flussbett des Mareb bei Kassala

- Atbara
- Bahr al-Arab (arabischer Fluss)
- Blauer Nil
- Mareb bzw. Gasch
- Nil
- Salamat (Fluss)
- Setit
- Wadi Howar
- Weißer Nil

## Kanäle und Gräben
- Rahad-Kanal bei Wad Madani

## Seen
- Abiad-See
- Lake Ambadi → Ambadi-See mit Zufluss Jur nordöstlich von Waw
- Kundi-See
- Nubia-See
- Umm-Badr-See

## Stauseen
- Jebel-Aulia-Stausee
- Khashm-el-Girba-Stausee
- Merowe-Stausee

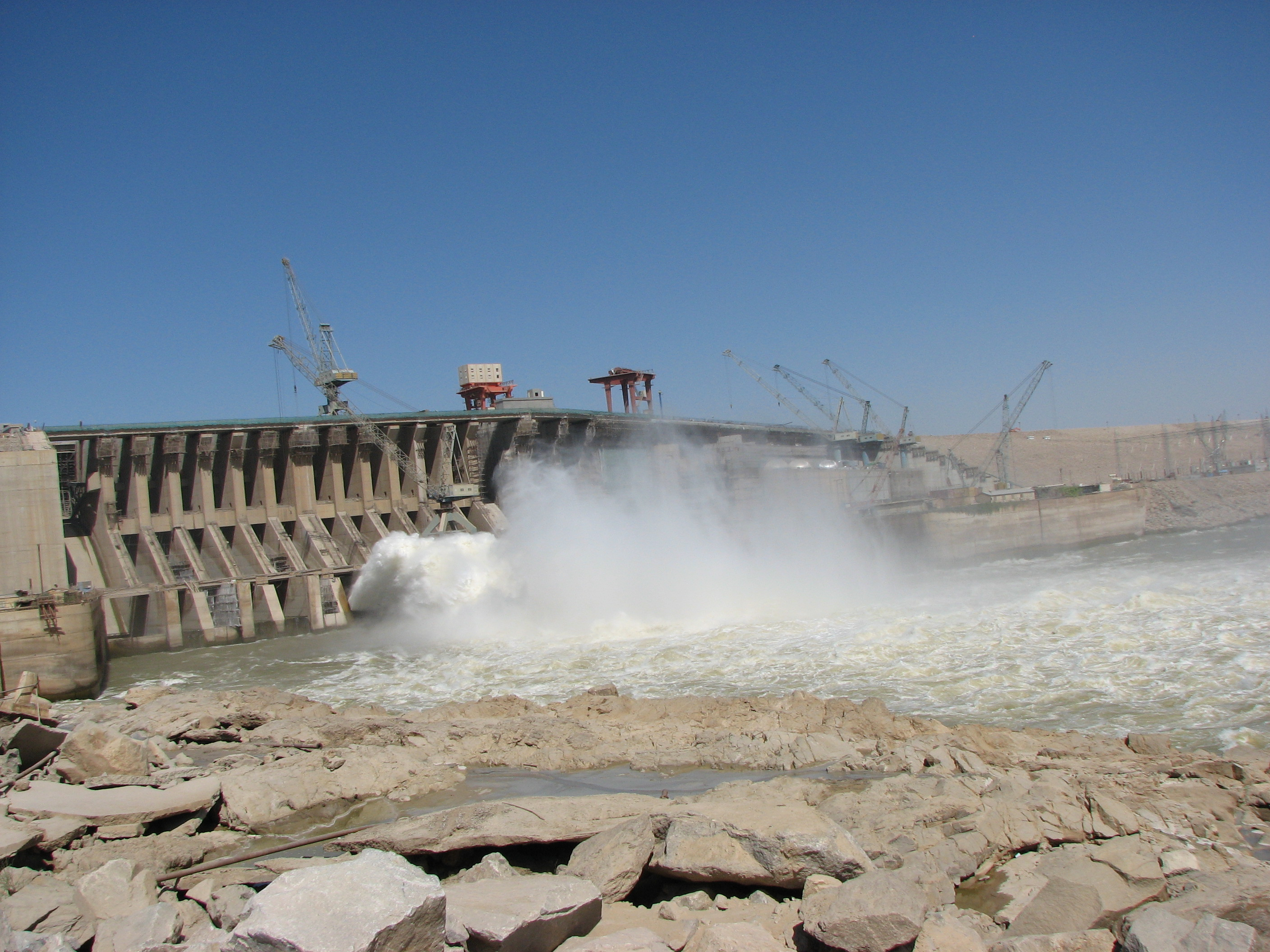
Merowe-Staudamm

- Nubia-See, Lake Nubia, der sudanesische Teil des Nassersees
- Roseires-Stausee
- Sannar-Stausee